# Parigi-Camembert 1986
La Parigi-Camembert 1986, quarantasettesima edizione della corsa e valida come evento del circuito UCI categoria CB1.1, si svolse il 1º aprile 1986. Fu vinta dal danese Kim Andersen.

## Ordine d'arrivo (Top 10)
| Pos. | Corridore           | Squadra       | Tempo |
| ---- | ------------------- | ------------- | ----- |
| 1    | Kim Andersen        | La Vie Claire |       |
| 2    | Laurent Fignon      | Système U     |       |
| 3    | Thierry Marie       | Système U     |       |
| 4    | François Lemarchand | Fagor         |       |
| 5    | Stefan Morjean      | HItachi       |       |
| 6    | Andre Chappuis      | R.M.O.        |       |
| 7    | Eric Louvel         | Peugeot       |       |
| 8    | Joël Pelier         | KAS           |       |
| 9    | Dominique Lecrocq   | Système U     |       |
| 10   | William Tackaert    | Fangio        |       |